# Йоганн-Андреас фон дер Борх
Йога́нн-Андре́ас фон дер Бо́рх (нім. Johann Andreas von der Borch, пол. Jan Andrzej Borch; 1713—3 жовтня 1780) — державний діяч Речі Посполитої та герцогства Курляндії і Семигалії. Представник німецького шляхетського роду фон дер Борхів гербу Три Галки з Лівонії. Син Геогра фон дер Борха і Людовіки фон Шток. Великий канцлер коронний (1780), сенатор. Великий підканцлер коронний (1767—1780), лівонський воєвода (1765-1767). Лівонський підкоморій (з 1744), староста луцинський (з 1765) і члуховський. Наближений Карла-Християна Саксонського, герцога Курляндії і Семигалії в 1758—1763 роках. Прибічник Барської конфедерації. Батько Міхаеля-Йоганна фон дер Борха. Помер у Варшаві, Польща. Повне ім'я — Йоганн-Андреас-Йозеф; на польський лад — Ян-Анджей-Юзеф.

## Сім'я
- Дружина: Людвіка-Анна фон Зиберг (? — 1789)
- Сини:
  - Міхаель-Йоганн фон дер Борх — белзький воєвода, литовський генеральний обозний